# 김도연 (1989년)
김도연(1989년 1월 1일 ~ )은 대한민국의 축구 선수이며, 포지션은 미드필더이다.